# Ренсвауде
Ренсвауде (нід. Renswoude, нід. вимова: [rɛnsˈʋʌudə] ( прослухати)) — місто і муніципалітет у Нідерландах, у провінції Утрехт.

## Топографія
Нідерландська топографічна карта муніципалітету Ренсвауде, червень 2015 року

## Визначні мешканці
- Маартен ван Ґардерен (нар. 1990) — нідерландський волейболіст

## Галерея

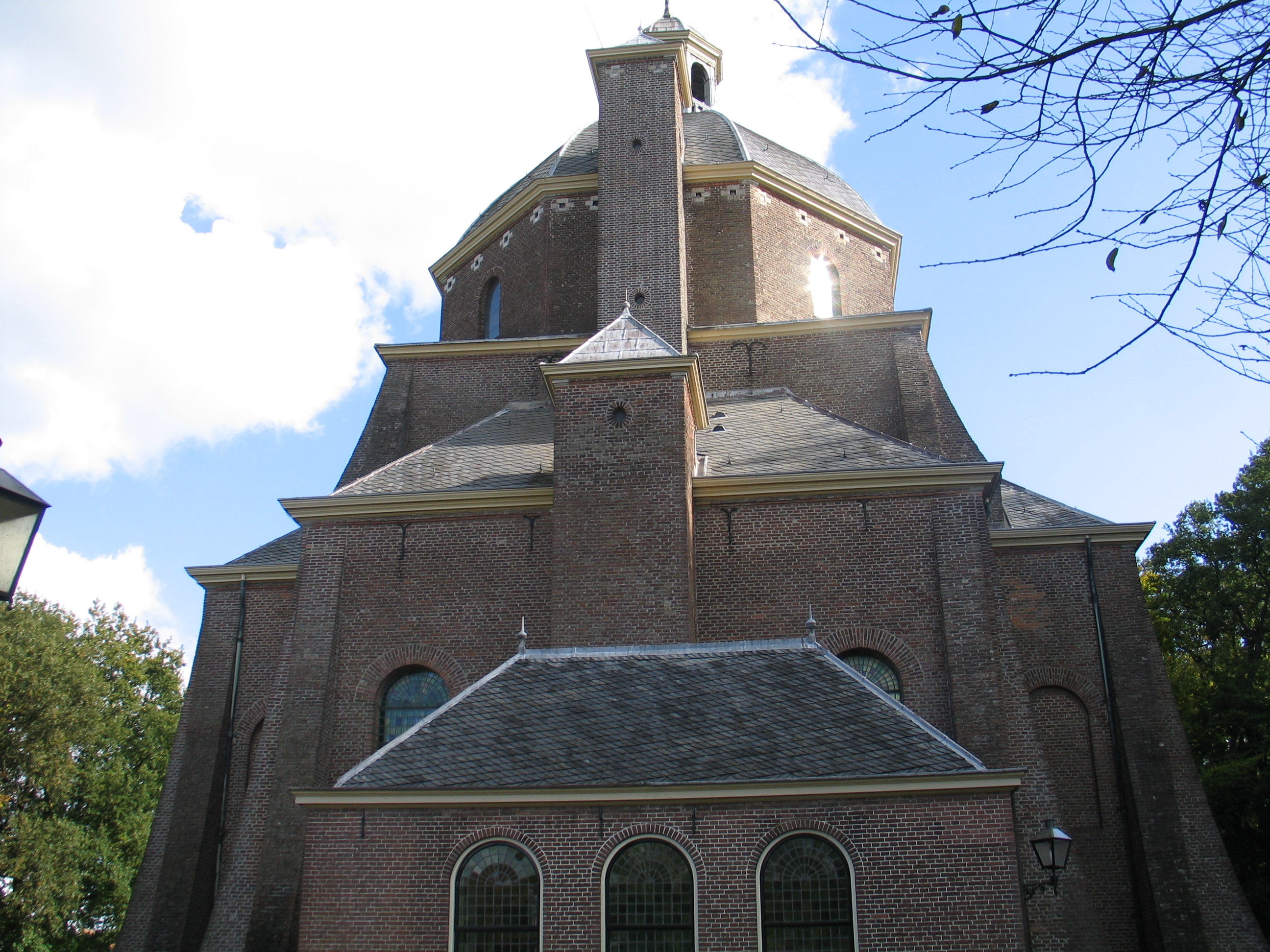
Міська церква
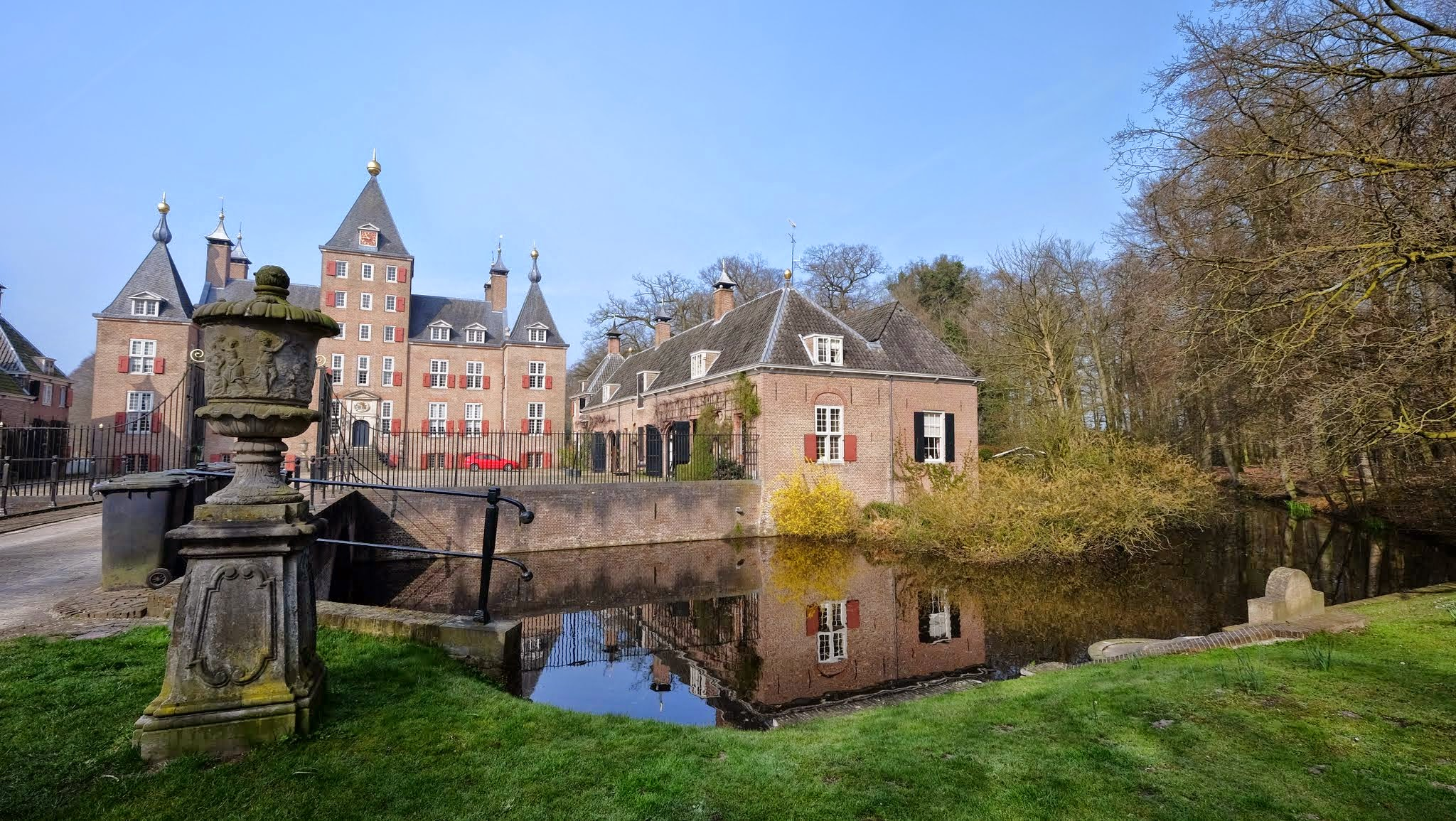
Замок Ренсвауде
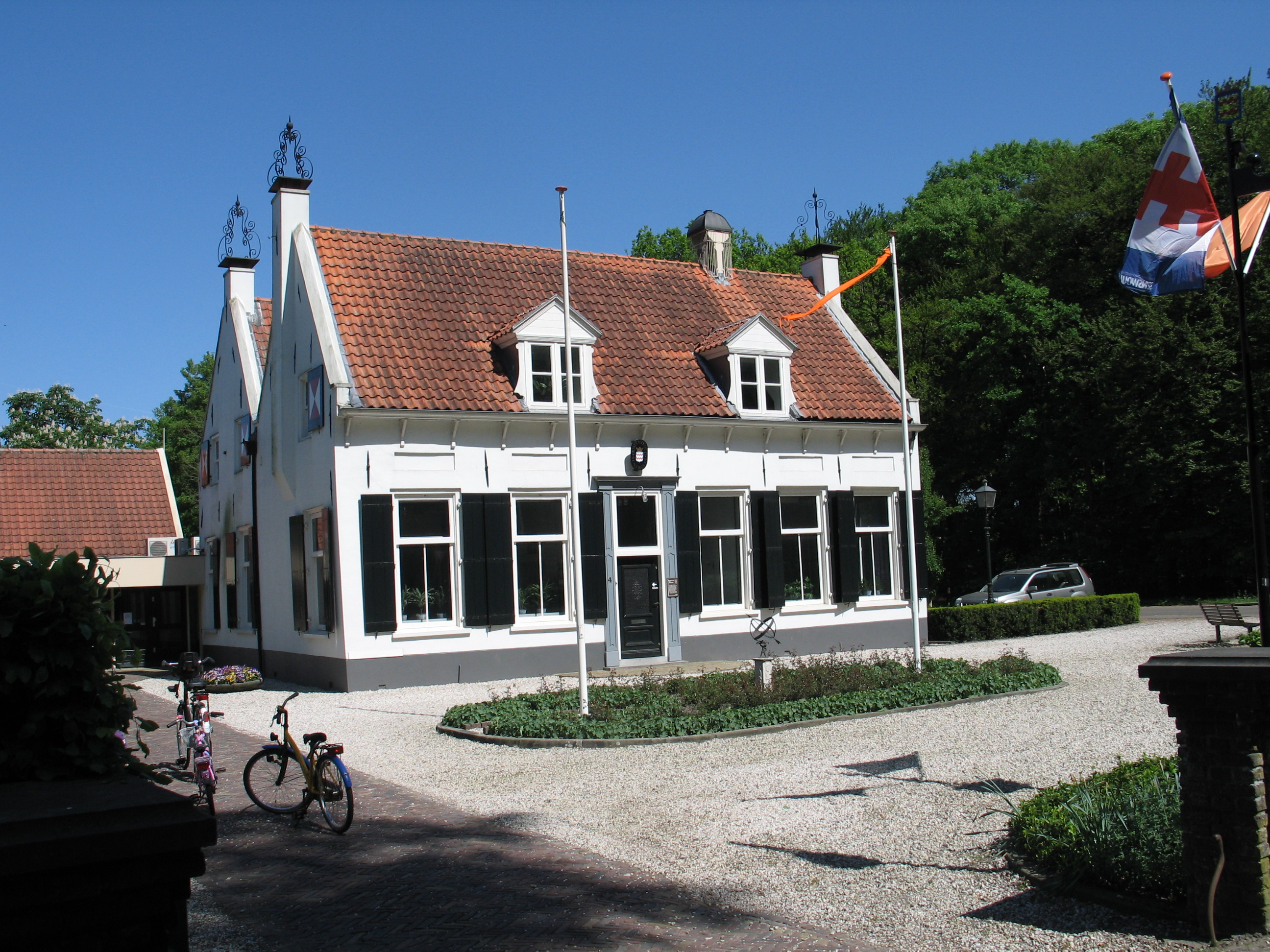
Будівля мерії